# Culoz
Culoz is een plaats en voormalige gemeente in het Franse departement Ain in de regio Auvergne-Rhône-Alpes. Culoz telde op 1 januari 2019 3.004 inwoners.

## Geschiedenis
Op 1 januari 2023 fuseerde Culoz met de gemeente Béon tot de commune nouvelle Culoz-Béon.

## Geografie
De oppervlakte van Culoz bedraagt 19,36 km², de bevolkingsdichtheid is 155 inwoners per km² (per 1 januari 2019). In de plaats ligt spoorwegstation Culoz.
De onderstaande kaart toont de ligging van Culoz met de belangrijkste infrastructuur en aangrenzende gemeenten.

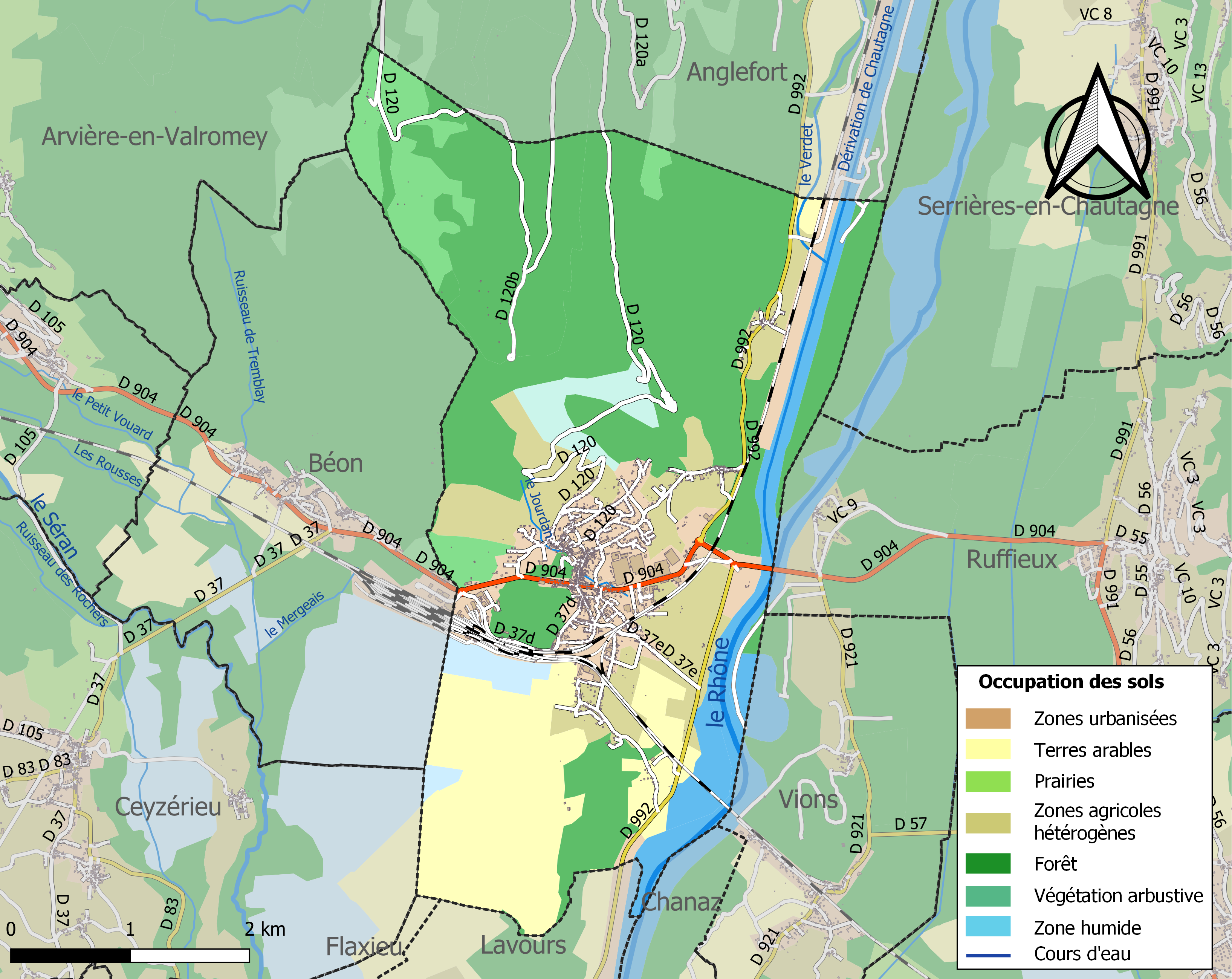

## Demografie
Onderstaande figuur toont het verloop van het inwoneraantal van Culoz vanaf 1962. 
Vanwege een beveiligingsprobleem met de MediaWiki Graph-software is het momenteel niet mogelijk deze grafiek weer te geven. Zodra de software is bijgewerkt zal de grafiek vanzelf weer zichtbaar worden.

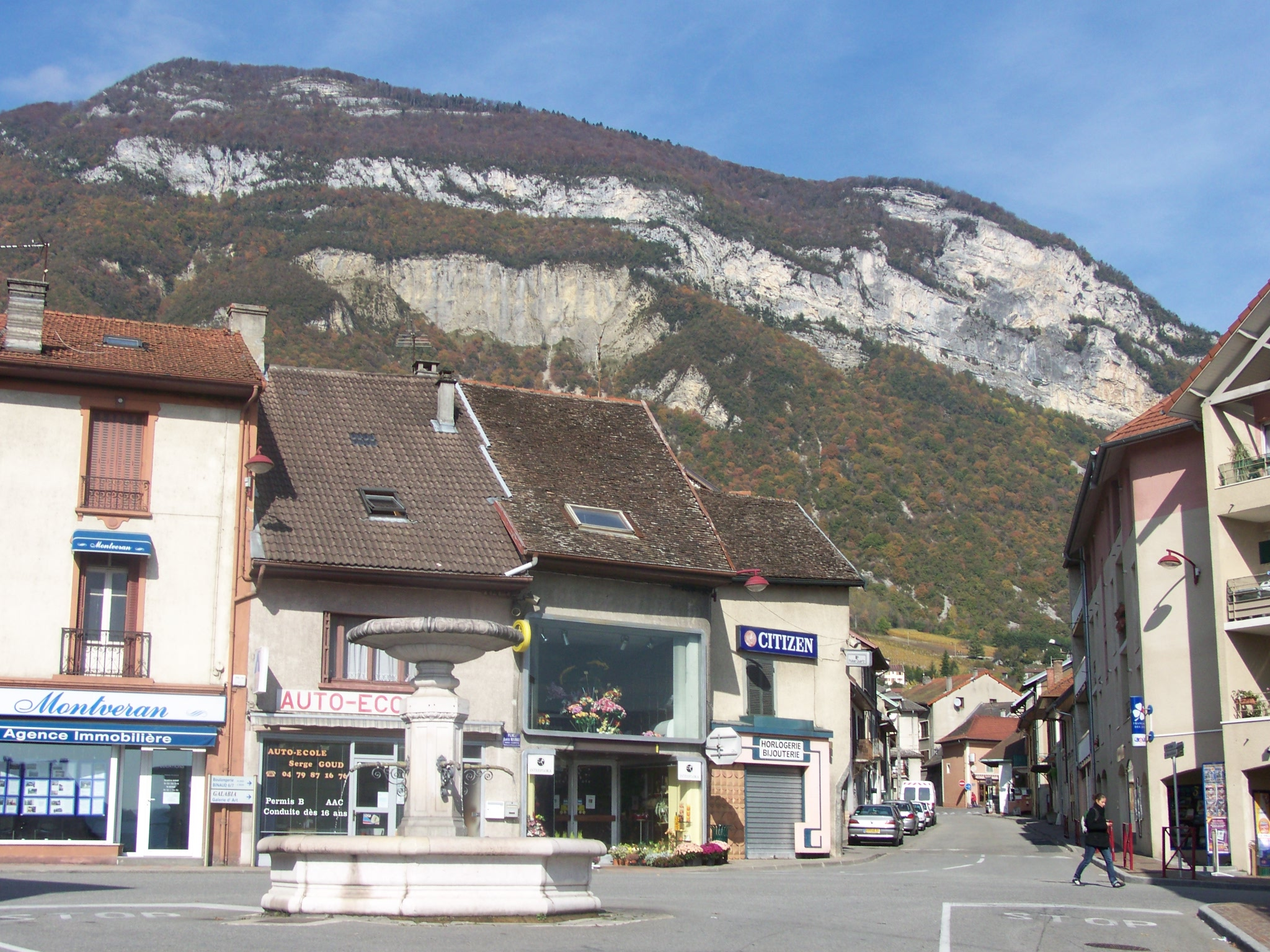
Centrum
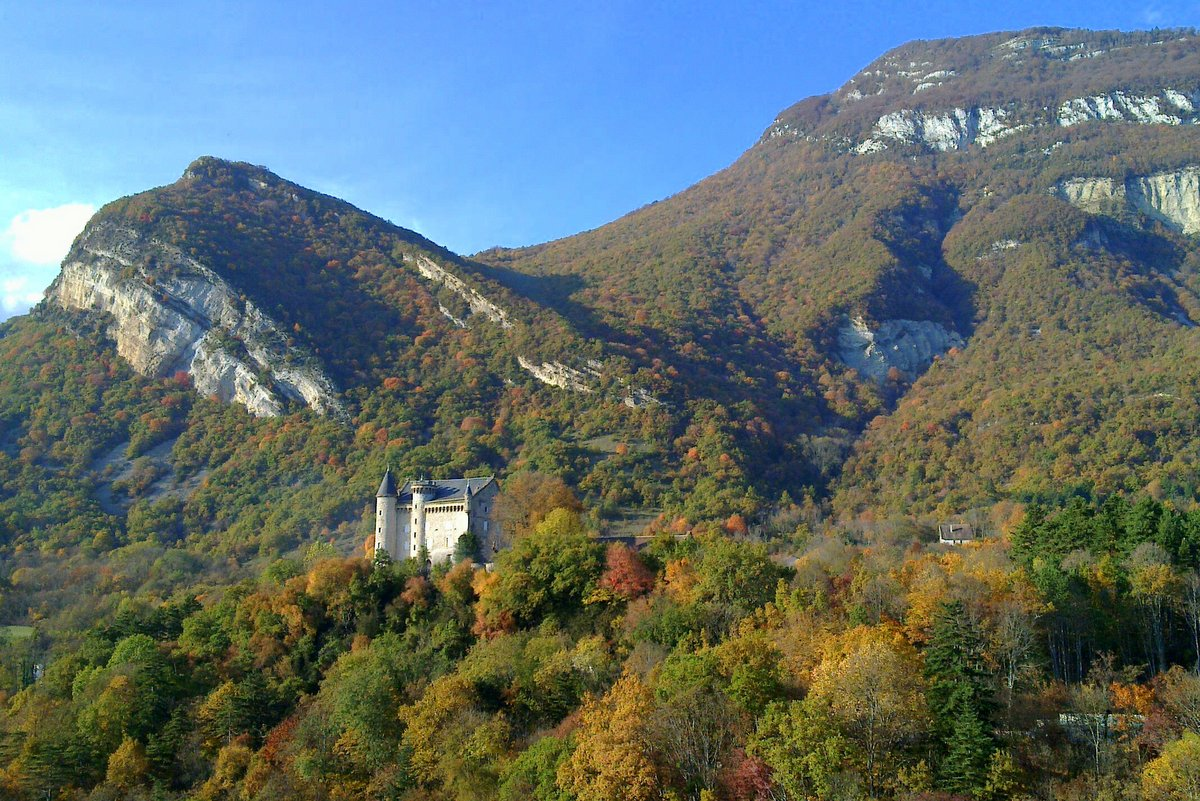
Château de Montvéran